# Only Time
Only Time é uma canção da cantora, compositora e musicista irlandesa Enya, lançada em 13 de novembro de 2000 como o primeiro single de seu quinto álbum de estúdio, A Day Without Rain (2000). 
A canção integrou a trilha sonora do filme Doce Novembro (2001), protagonizado por Charlize Theron e Keanu Reeves. Após os ataques de 11 de setembro de 2001, a canção foi utilizada como tema das tragédias, gerando um aumento em suas vendas, bem como nas do álbum. A canção alcançou o primeiro lugar no Canadá, Alemanha, Polônia e Suíça, e o segundo lugar na Áustria, e se tornou o único single de Enya como artista solo a entrar no top 10 nos Estados Unidos, chegando ao décimo lugar na parada Billboard Hot 100.